# Фёрде (Норвегия)
Фёрде (норв. Førde) — коммуна в губернии Согн-ог-Фьюране в Норвегии. Административный центр коммуны — город Фёрде. Официальный язык коммуны — нюнорск. Население коммуны на 2007 год составляло 11 650 чел. Площадь коммуны Фёрде — 586,04 км², код-идентификатор — 1432.

## История населения коммуны
Население коммуны за период с 1951 по 2010 гг.